# کشندگی
کُشندگی، میزان و چگونگی توانایی یا ظرفیت یک چیز برای باعث مرگ شدن (علت مرگ بودن) است. این اصطلاح، اغلب و در اکثر موارد، دربارهٔ جنگ‌افزار شیمیایی و تسلیحات جنگ بیولوژیک به‌کارمی‌رود. این شاخص مقدار توانایی ایجاد مرگ و نیز احتمال عدم مرگ در اثر جنگ‌افزار را بیان می‌کند.